# الهروب من السجن (الموسم 4)
الموسم الرابع من بريزون بريك (بالإنجليزية: The fourth season of Prison Break)‏ وتم البث أول حلقة في شهر 1 سبتمبر 2008. 

## القصة
في البداية يتم قتل جيمس ويسلر من قبل الكومباني. عندما عرف مايكل أن غريتشن وويسلير في مبنى ذهب مايكل وقابل غريتشن لينتقم منها لأنها قتلت صديقة مايكل سارة لكن غريتشين أعترفت انها لم تقتل سارة وأن سارة هربت لكن مايكل لم يصدقها ثم جاء ويسلير فصوب المسدس على مايكل لللأبتعاد من غريتشين فهربت غريتشين وويسلير. فذهب مايكل وتحدث مع صديق والد سارة لإغن صديق والد سارة (بروس) قال لي مايكل بإن سارة عنده فذهب مايكل ورآها بدهشة. تدور أحداث الموسم في لوس انجلوس حيث يسعى مايكل سكوفيلد بعد أن اقنعه عميل وكالة الأمن القومي ان يقوم بمحاولة الحصول على (سيلا)وهي عبارة عن بطاقه تحتوي جميع المعلومات عن الشركة التي تسعى لقتل مايكل ولينكون يتضح في الحلقة الثالثة من الموسم ان سيلا هي عبارة عن ست قطع ويجب على الاخوين ان يحلصوا عليها جميعا ليستطيعوا قراءة ما في داخلها من معلومات حول الكومباني ويكتشفون بمرور الزمن أن الست قطع هي مفاتيح لسيلا وسيلا تحتوي على أسماء وسجلات.
يساعد مايكل اخاه لنكولن وسوكري واليكس ماهون وبراد بيليك بالإضافة إلى عودة سارة تانكريدي وظهور والدة مايكل ولينكون كريستينا سكولفيد وهي كانت تعمل مع الكومباني ثم كما يتضح من الأحداث أن كريستينا سكوفيلد (والدة مايكل) انقلبت لتسيطر على الكومباني ويتضح من متابعة المسلسل ان لينك ليس أخو مايكل ولكن والد مايكل تبناه بعد مقتل والده ووالدته في إحدى عمليات تابعة للشركة وسارة اتضح انها حامل من مايكل وهو لا يعلم وكانت هناك محاولة لقتل الجنرال تحت اشراف كريستينا لكنه ينجو ويتم اختطاف سارة من قبل الجنرال واختطاف لينكون من قبل كريستينا وأطلقت رصاصة على رئته لكى يموت ببطئ وجميعهم يساومون مايكل على سيلا وبعبقرية ينجح مايكل في الحصول على سارة ولينكون وسيلا وهنا يظهر سوكرى وكيلرمان والذي احضر عضو من الأمم المتحدة واخذوا سيلا وام تبرئة الجميع (مايكل - بروزو - اليكس ماهون - سوكرى) وتم ارجاع تى-باج إلى السجن مرة أخرى بناء على رغبة السابقين، ما عدا سارة التي سجنت إلا أن مايكل تمكن من تهريبها في نهاية الامر مضحيا بحياته في سبيل ذلك، وفي النهاية عاش الجميع في سعادة.

## الشخصيات

### شخصيات رئيسية
- «مايكل سكوفيلد / كانيل أوتيس» أداء وينتوورث ميلر
  - «لينكون بوروز» أداء دومينيك بورسيل
  - «سارة تانكريدي-سكوفيلد» أداء سارة وين كوليز
  - «بول كيليرمان» أداء بول أدلستين
  - «بنجامين ميليز "سي-نوت" فرانكلين» أداء روكموند دنبار
  - «ثيودور "تي-باغ" باغوال» أداء روبرت نبر
  - «فرناندو سوكري» أداء أموري نولاسكو
  - «جاكوب أنطون نيس / بوسيدون» أداء مارك فيورستين
  - «شيبا» أداء إنبار لافي
  - «ديفيد «السوط» مارتن» أداء أوغستس بريو

### شخصيات ثانوية
- «جا» أداء ريك يون
- «إميلي «إي-دبليو» بليك» أداء بينيديكت|مارينا بينيديكت
- «فان كوخ» أداء موزاكيس|ستيف موزاكيس
- «سيكلوبس» أداء الجمل|أمين الجمل
- «سيد» أداء شارما|كونال شارما
- «أبو رمال» أداء أكار|نعمان أكار
- «العميل كشيدا» أداء لوم|كورتيس لوم
- «هيثر» أداء بالينت|كريستال بالينت
- «محمد التونسي» أداء زعيتر|وليد زعيتر
- «كروس» أداء جي راميني|تي جي راميني
- «عمر» أداء غازي|أكين غازي
- «مايك سكوفيلد» أداء مايكل كوبر|كريستيان مايكل كوبر